# Noordwijkerhout

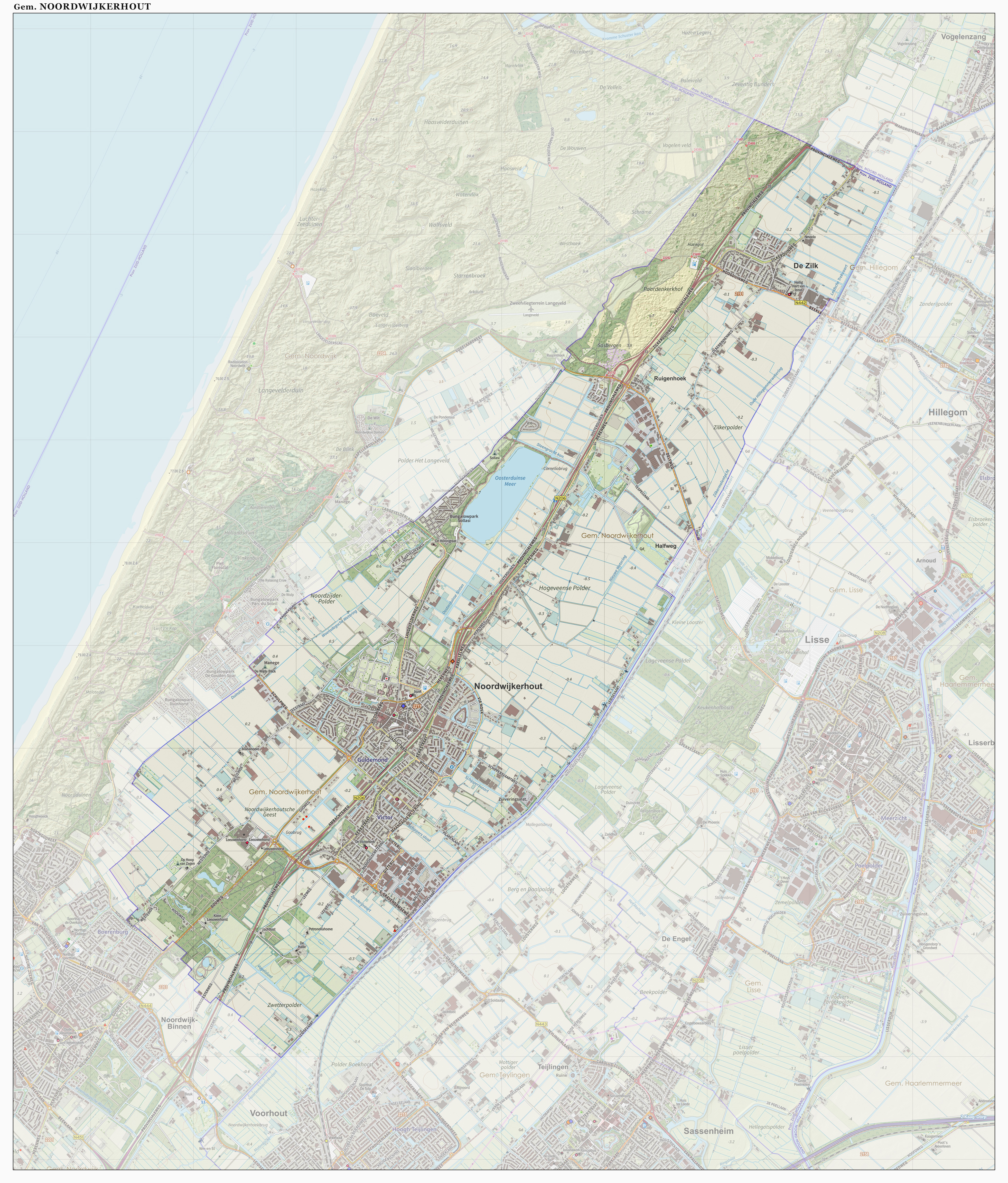
Topografische kaart van de voormalige gemeente Noordwijkerhout

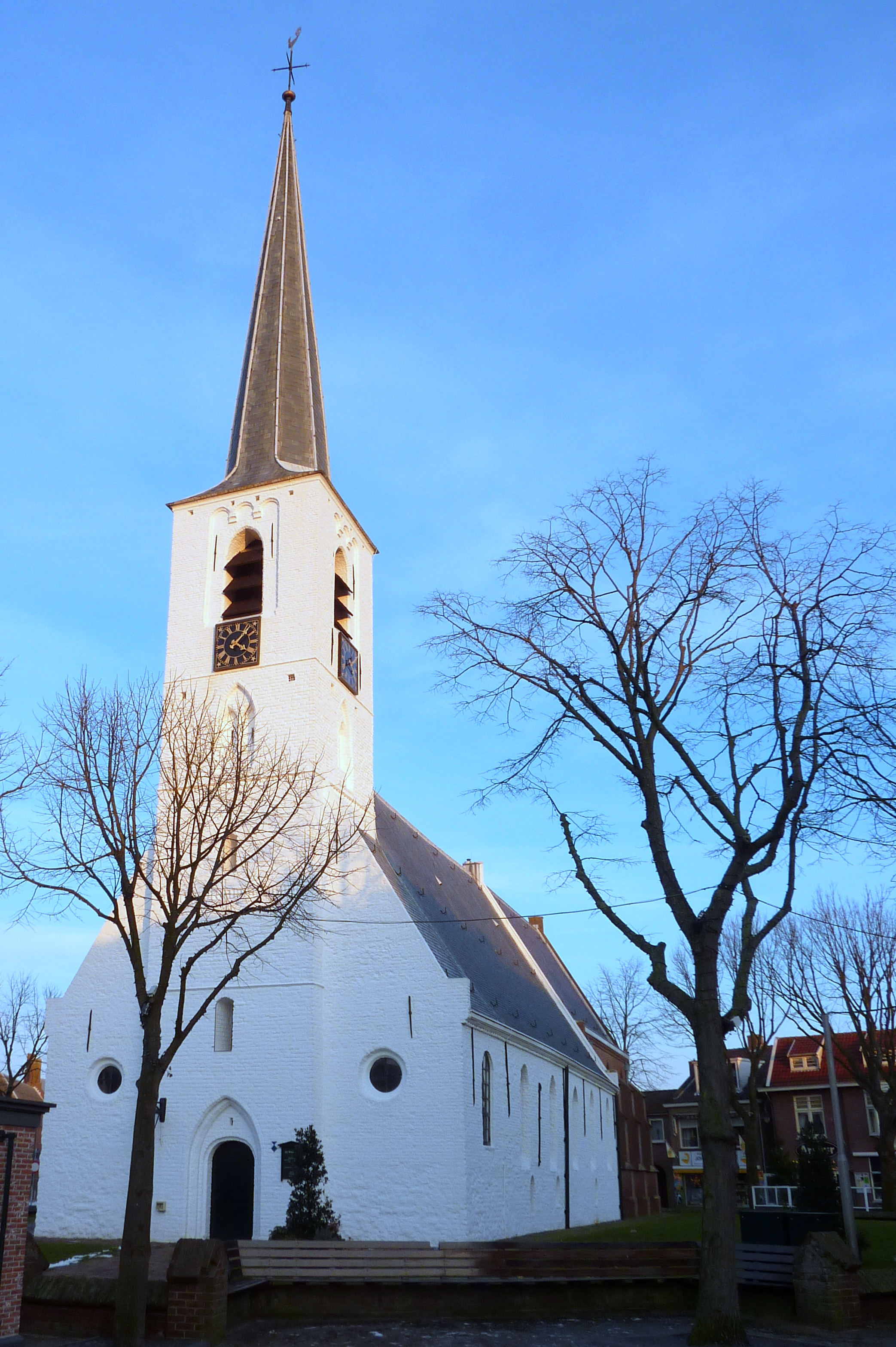
Witte kerkje

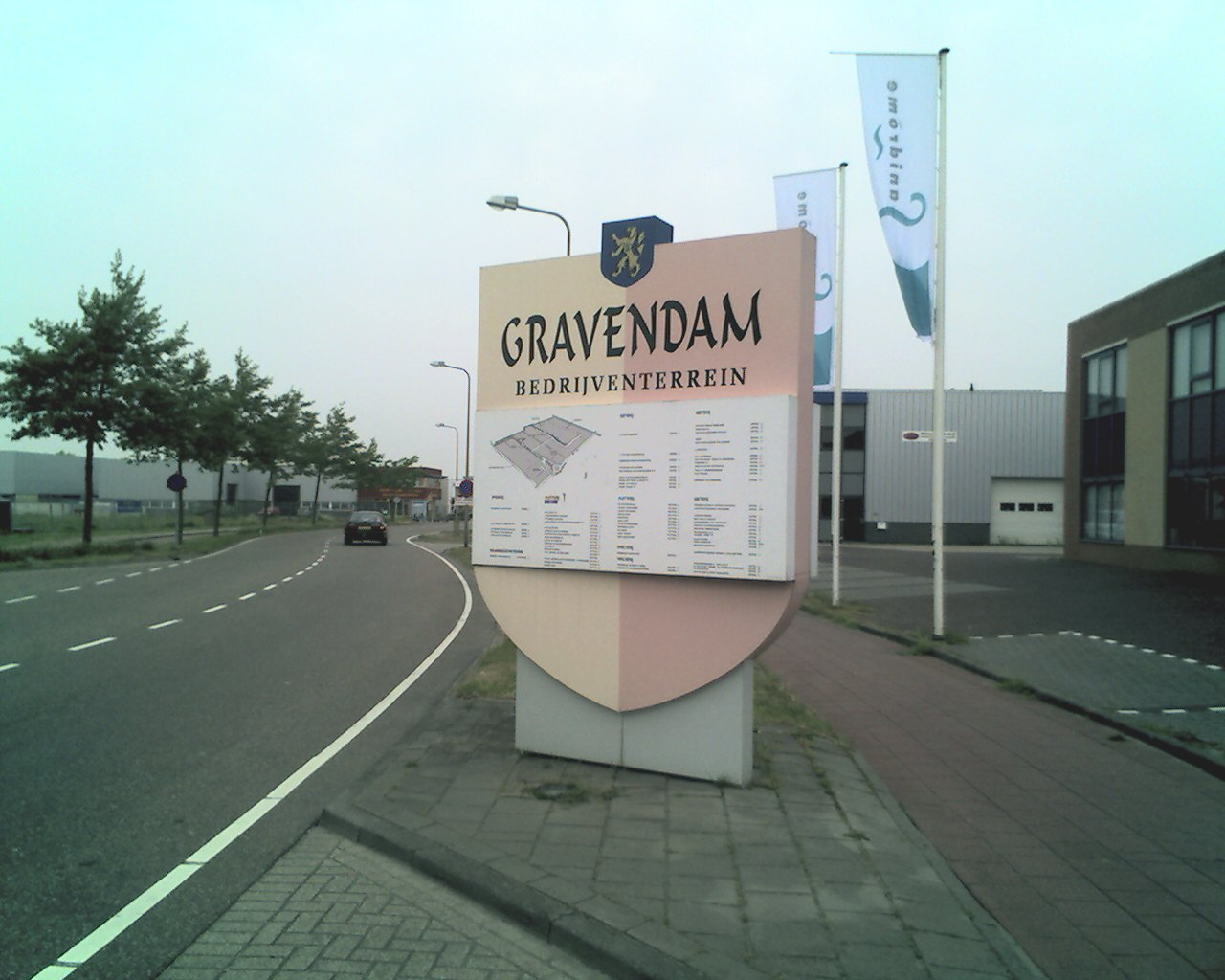
Industrieterrein 's Gravendam

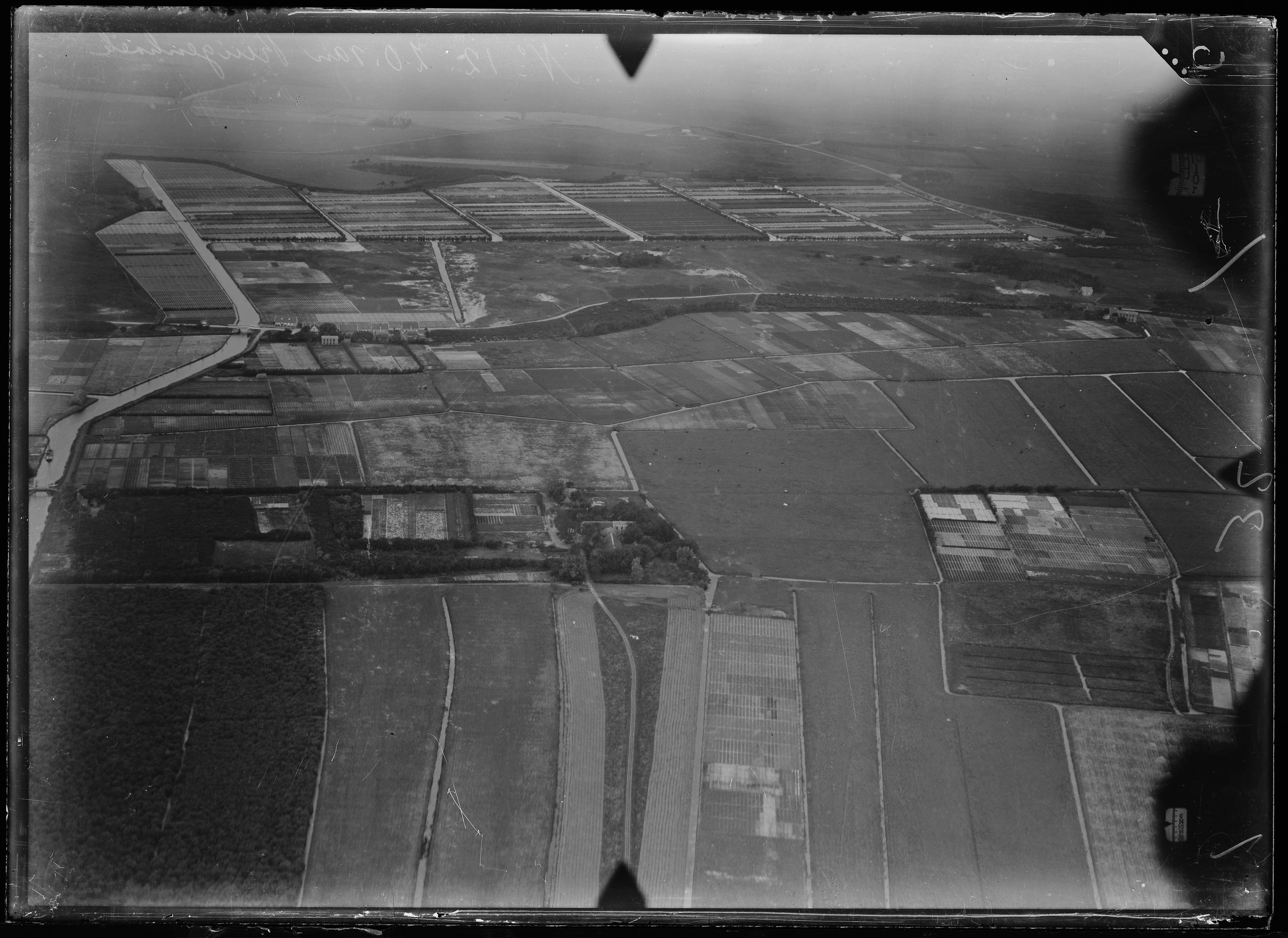
Luchtfoto van gebied ten zuidoosten van Ruigenhoek, Luchtvaartafdeeling, 1920-1940. Links het Steengrachtkanaal.

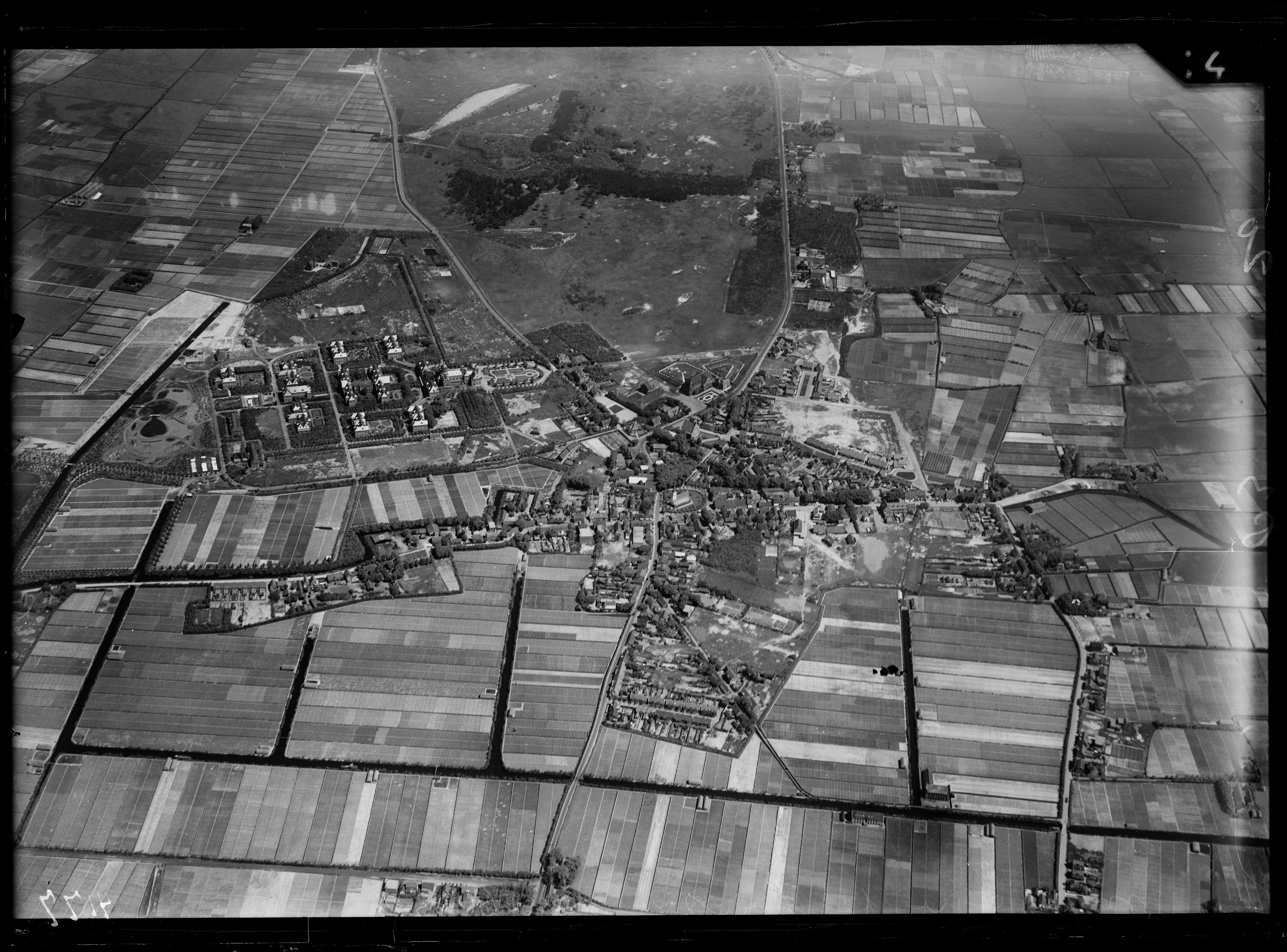
Luchtfoto van Noordwijkerhout in de periode 1920-1940.

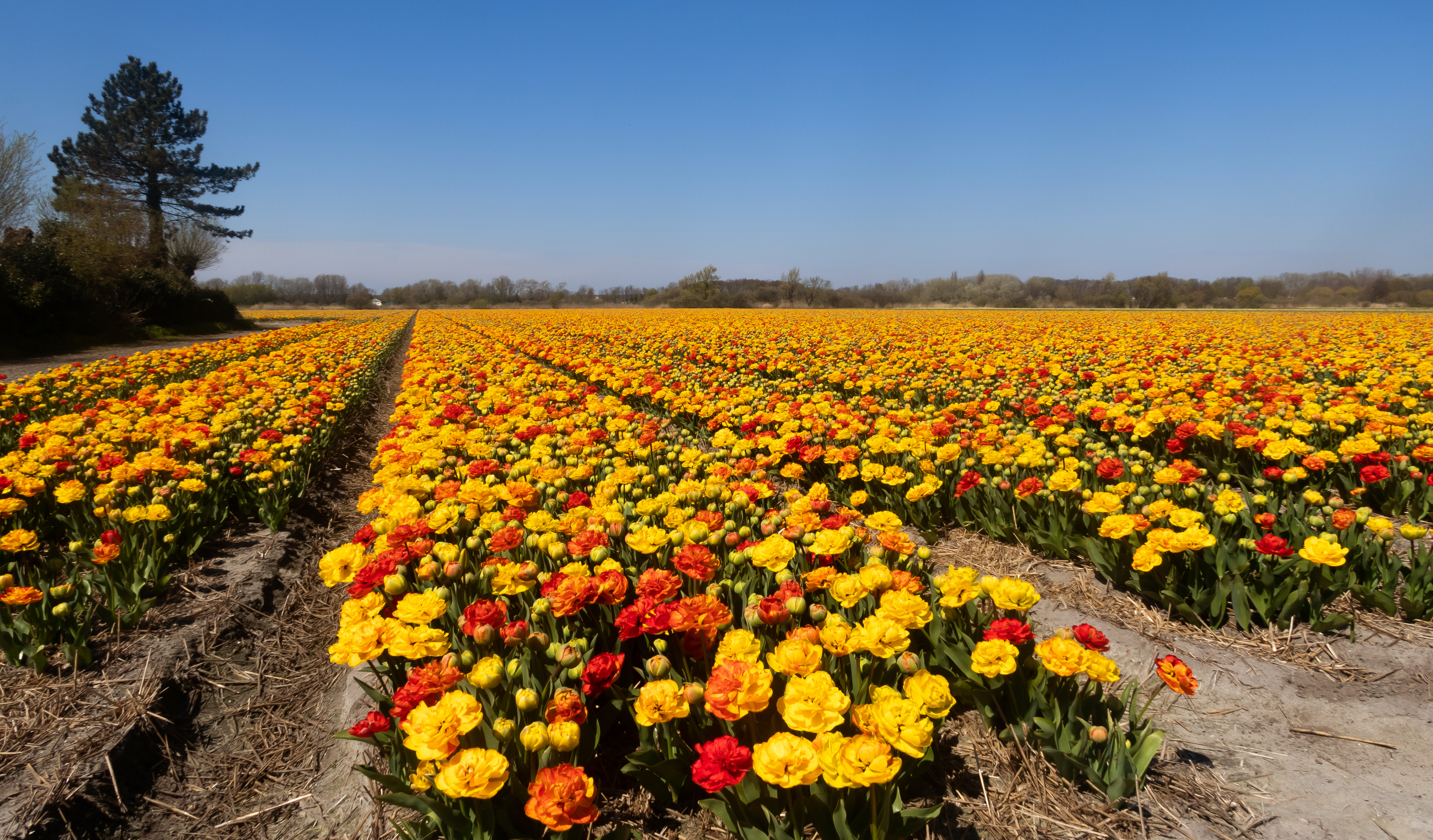
Tulpenveld aan de Oosterduinen

Noordwijkerhout (uitspraakⓘ) is een dorp in de Nederlandse gemeente Noordwijk, in de provincie Zuid-Holland. Tot 2019 was het een zelfstandige gemeente. Noordwijkerhout telt 15.415 inwoners (1 januari 2023, bron: CBS) en heeft een oppervlakte van 23,40 km² (waarvan 0,80 km² water). Noordwijkerhout ligt achter de duinen van de Noordzeekust en midden in de Bollenstreek. De dichtstbijzijnde stad is Leiden. Door Noordwijkerhout loopt de provinciale weg 206.

## Geschiedenis en etymologie
De geschiedenis van Noordwijkerhout gaat terug tot in de prehistorie, net als van andere plaatsen in deze omgeving die zijn ontstaan op strandwallen. Deze strandwallen zijn overblijfselen van de oude duinen, die na de ijstijden ontstonden. Op de eerste strandwal, die ruim 4500 jaar geleden ontstond, zijn later Voorburg, Voorschoten, Lisse en Hillegom ontstaan. Noordwijkerhout is gelegen op de jongste, meest westelijke strandwal. Uit gevonden gebruiksvoorwerpen van het afgezande gebied tussen de Ruigenhoek en de psychiatrische inrichting Sancta Maria (thans Rivierduinen, locatie Noordwijk) blijkt, dat al voor het begin van de jaartelling mensen woonden op de smalle strandwal tussen de Noordzee en het moerassige binnenland, dat tegenwoordig het Langeveld genoemd wordt. Toen de Romeinen in Nederland kwamen, werd deze streek, zoals blijkt uit geschriften van Julius Caesar en Tacitus, bevolkt door een Germaanse stam, die zij Caninefaten noemden. Deze naam wordt nu in ere gehouden door de Kaninefaaten, een van de vier carnavalsverenigingen die het dorp telt.
Op 4 augustus 889 ontving Gerulf, graaf van West-Frisia, een giftbrief van de koning van Lotharingen, waarin stond dat hij werd beleend met de ambachtsheerlijkheid Northgo, de oude naam van Noordwijk. Northgo betekent "go ten noorden", dat wil zeggen, ten noorden van de Rijn. Vanaf daar ging een weg naar "den grooten Hout", een bos dat ten oosten lag van Noordwijk. In die tijd maakte men onderscheid tussen een "woud" voor een laagstammig en dus voor de mens onbegaanbaar bos, en een "hout" voor een hoogstammig bos, dat typisch was voor de zandgronden van de Hollandse kust. Daar ontstond bij een jachthuis het dorp Noortiger-hout. In de stukken komen ook de benamingen Noirtigerhout en Nortekerhout voor. De erfenis van graaf Gerulf werd verdeeld tussen zijn twee zoons. De een kreeg Nortich (of Northgo) en de ander Nortich in den Houte: Noordwijkerhout.
Het nabijgelegen Voorhout, bevond zich aan de voorzijde van dat bos. De na circa 1100 gangbare benaming Holland voor het graafschap, dat van holtland komt, ofwel ‘houtland’, duidt erop dat dit gebied inderdaad zeer bosrijk moet zijn geweest.
In de Frankische tijd werd de streek gekerstend. Een bekende geloofsverkondiger was Sint-Jeroen, een Schotse monnik naar wie de Noordwijkse Sint-Jeroenskerk is vernoemd. Hij werd omstreeks 857 door de Vikingen vermoord.
Noordwijkerhout behoorde aanvankelijk kerkelijk tot Noordwijk. In de veertiende eeuw kwam hierin verandering. De abdij Leeuwenhorst kreeg in 1287 een middenkoor en in 1350 een kapel ter ere van Sint-Michaël. In de veertiende eeuw werd een 'Capelle in het Langeveld' gesticht en toegewijd aan Maria ter zee.
Volgens een verdrag uit 1434 is Noordwijkerhout met Hillegom, Lisse en Voorhout een zelfstandig baljuwschap geworden.
Op 1 januari 2019 is de gemeente Noordwijkerhout gefuseerd met de gemeente Noordwijk. Op 1 juli 2024 werd het dorpscentrum grotendeels autoluw; bewoners en bedrijven hebben een ontheffing.

### Economie
Door de eeuwen heen leefden de meeste mensen in Noordwijkerhout grotendeels van de landbouw en veeteelt. Hierbij ondervonden de boeren veel last van de grote aantallen duinkonijnen, die de gewassen opaten. Door de ligging aan zee probeerden veel inwoners wat extra geld te verdienen door middel van de schelpenvisserij. Anderen probeerden met stropen en strandjutten de inkomsten wat aan te vullen. In de zeventiende eeuw werd in Noordwijkerhout ook veel vlas verbouwd en verwerkt. In de zeventiende en achttiende eeuw lieten notabelen uit de omliggende steden (zoals Leiden) in Noordwijkerhout hun buitenverblijven bouwen. Dat bracht ook wat extra inkomsten voor de inwoners met zich mee.
In de tweede helft van de 19e eeuw kreeg de welvaart in Noordwijkerhout een impuls door de afgraving van de oude strandwallen. Aanvankelijk werd het duinzand vrijwel uitsluitend gebruikt voor het bouwrijp maken van gronden bij naburige steden. Later was het hoofdzakelijk een grondstof voor de kalkzandsteenindustrie. De afgegraven geestgronden bleken geschikt voor het telen van bloembollen. De ontwikkeling van de bloembollenteelt vond vooral plaats door omzetting van grasland in bollengrond. Vanaf 1950 is in twintig jaar tijd de oppervlakte aan bollenland bijna verdubbeld. Begin 21e eeuw nam de teelt in kassen een vlucht. Niet alleen de bloembollenteelt zorgde voor werkgelegenheid.
Vanaf 1918 zorgden de vestiging van de psychiatrische instellingen Sint-Bavo en Sancta Maria voor veel werkgelegenheid in het dorp. Door de nabijheid van zee en duinen werd het toerisme vanaf het midden van de twintigste eeuw in toenemende mate een bron van inkomsten.

## Politiek

### Gemeenteraad
| Zetelverdeling                 | Zetelverdeling | Zetelverdeling | Zetelverdeling | Zetelverdeling | Zetelverdeling | Zetelverdeling | Zetelverdeling |
| Partij                         | 1990           | 1994           | 1998           | 2002           | 2006           | 2010           | 2014           |
| ------------------------------ | -------------- | -------------- | -------------- | -------------- | -------------- | -------------- | -------------- |
| Noordwijkerhout De Zilk Lokaal | -              | -              | -              | -              | -              | -              | 5              |
| VVD                            | 4              | 5              | 6              | 6              | 6              | 6              | 4              |
| CDA                            | 8              | 6              | 6              | 6              | 5              | 5              | 4              |
| D66                            | 3              | 4              | 2              | 1              | 1              | 2              | 2              |
| GroenLinks                     | -              | -              | -              | 2              | 2              | 2              | 1              |
| PvdA                           | 2              | 2              | 3              | 2              | 3              | 2              | 1              |
| Totaal                         | 17             | 17             | 17             | 17             | 17             | 17             | 17             |

## Recreatie en toerisme
Noordwijkerhout ligt ongeveer vijf kilometer van de Noordzee. Omdat het dorp aan de noordkant, het westen en het zuiden omsloten wordt door het dorp Noordwijk, heeft het dorp geen strand. Veel Noordwijkerhouters beschouwen het Noordwijkse Langevelderslag als 'hun' strand, zoals in het Noordwijkerhoutse volkslied ook geclaimd wordt.
Noordwijkerhout telt een aantal verenigingen. Er zijn twee grote speeltuinen, waterspeeltuin De Speelakker en een grote indoorspeeltuin. Daarnaast is er kinderboerderij de Dierenhoeve.
Het Oosterduinse meer, in de volksmond Comomeer, biedt ruimte voor waterrecreatie. Verder is er in het dorp een partycentrum gevestigd met bowling, restaurant, amusementshal en casino, twee maneges en een golfbaan met negen holes.
Er zijn fiets- en wandelroutes in en om Noordwijkerhout. In het voorjaar staan de bollenvelden rond het dorp in bloei. De velden met hyacinten, narcissen en tulpen zorgen dan voor een kleurrijk landschap.
Het Bloemencorso van de Bollenstreek rijdt jaarlijks op een vrijdagavond door het centrum van Noordwijkerhout. Dit evenement vindt plaats in de maand april, altijd op vrijdag, voorafgaand aan het grote bloemencorso op zaterdag.
In Noordwijkerhout zijn enkele campings, hotels en een congrescentrum in een voormalig katholiek seminarie. Ook zijn er campings tussen het uitgestrekte Noordwijkse duingebied en het dorp. Gedurende het seizoen zijn er activiteiten en evenementen. Rond het monumentale Witte kerkje zijn terrasjes.
Jaarlijks wordt de laatste zondag van april de hardloopwedstrijd 'Omloop van Noordwijkerhout' georganiseerd. Deze halve marathon wedstrijd voert de deelnemers door het duingebied en langs bollenvelden. Naast de halve marathon kunnen ook kortere afstanden worden gelopen.

## Verenigingen
Enkele verenigingen zijn: Vogelvereniging de Kolibrie en EHBO Noordwijkerhout. Ook is er de Tweede divisie voetbalvereniging VVSB (Voetbal Vereniging Sint Bavo), opgericht op 26 oktober 1931. Zij werden landelijk bekend door de halve finale te behalen in de KNVB beker. Ook bestaan basketbalvereniging The Jump en handbalvereniging Northa.
Daarnaast zijn er ook twee muziekverenigingen, namelijk muziekvereniging Harpe Davids en muziekvereniging St. Jeanne d'Arc.
Noordwijkerhout en De Zilk hebben een traditioneel en kleurrijk carnavalsleven. Er zijn vier carnavalsverenigingen: De Keiebijters, De Kaninefaaten, Duinknijnen en de Tulpkabouters. Ook zijn er nog twee jeugdcarnavalsverenigingen (De Babyfaaten en De Dwergknijnen). Tevens zijn er drie blaaskapellen actief: de Steegtoeters!, de Koetillers en Nix Dus. Blaaskapel de Stropers is in 2020 gestopt. Carnaval wordt in Noordwijkerhout groots gevierd, met zeven dagen feest. De kermis is altijd in de eerste volle week van september.
Ook zijn er twee scoutingverenigingen: Scouting Bosgeest en Sint Jozef-Emerentiana.

## Gebouwen
Het (voormalige) Gemeentehuis van Noordwijkerhout is gebouwd in 1930 naar ontwerp van de architect Alexander Kropholler.
In de omgeving staan diverse molens. De Hogeveensemolen aan de Leidsevaart is de enige molen op Noordwijkerhouts grondgebied.

### Kerken
- Witte kerkje (in het centrum van Noordwijkerhout)
- Jozefkerk (naast de basisschool de Prinsenhof)
- Victorkerk (in de Victorwijk)
- de kapel op het terrein van voormalig psychiatrisch ziekenhuis Sint Bavo (later onderdeel van onder andere GGZ Rivierduinen)

### Congrescentrum
In Noordwijkerhout is een bekend congrescentrum, genaamd Hotel NH Noordwijk Conference Centre Leeuwenhorst.

### Scholen
- De Regenboogschool (Jenaplan), basisschool, onderdeel van de stichting Openbaar Onderwijs Duin en Bollenstreek
- De Prinsenhof (katholiek), basisschool, onderdeel van Sophia Scholen
- De Sint Victorschool (katholiek), basisschool, onderdeel van Sophia Scholen
- Teylingen College, Sector Leeuwenhorst (voorheen kleinseminarie de Leeuwenhorst), voortgezet onderwijs (vmbo/havo/vwo)
- De Egelantier (katholiek), basisschool, onderdeel van Sophia Scholen
- Ireneschool, basisschool tot 2014
- De Nieuwe school, basisschool, onderdeel van Sophia Scholen.

### Sporthallen
- Sporthal Bavo (?-2015)
- Sporthal De Schelft (1982-2020)
- Tijdelijke Sporthal De Schelft (2022-)

### Monumenten
In Noordwijkerhout zijn een aantal rijksmonumenten en 45 gemeentelijke monumenten, zie:
- Lijst van rijksmonumenten in Noordwijk
- Lijst van gemeentelijke monumenten in Noordwijk

## Cultuur

### Oorlogsmonumenten
In Noordwijkerhout is één oorlogsmonument, zie:
- Lijst van oorlogsmonumenten in Noordwijk

### Kunst in de openbare ruimte
In Noordwijkerhout zijn diverse beelden, sculpturen en objecten geplaatst in de openbare ruimte, zie:
- Lijst van beelden in Noordwijk

## Buurtschappen en wijken
- Mossenest 1,2 & 3
- De Boekhorst
- Dorp
- Bavo
- Landgoed in den Houte
- Sancta Maria
- Guldemond
- Victorwijken
- Gravendam
- Zeeburg
- Ruigenhoek
- Buitengebied

## Stedenband
De voormalige gemeente Noordwijkerhout had een officiële stedenband met de Japanse gemeente Hirado, dat een belangrijke rol heeft vervuld in het ontstaan van de bijzondere betrekkingen van Nederland met Japan. De VOC vestigde in 1609 een handelspost in Hirado. De stedenband heeft als doel het bevorderen van de bestaande vriendschap en het creëren van een basis voor verdere uitwisseling, samenwerking en ontwikkeling op het gebied van jeugd, cultuur en economie. De gemeente Noordwijk is voornemens deze stedenband voort te zetten.

## Geboren
- Willem van Eysinga (1878-1961), hoogleraar en rector van de Universiteit Leiden
- Bill Vander Zalm (1934), oud-premier van Brits-Columbia, Canada.
- Bert Heemskerk (1943-2011), bankier, oud bestuursvoorzitter van Van Lanschot en Rabobank.
- Martien Meiland (1961), interieurontwerper, mediapersoonlijkheid en presentator, won in 2019 de Gouden Televizier-Ring met het programma Chateau Meiland.
- Lucas de Groot (1963), letterontwerper en typograaf
- Matthijs Vink (1981), handballer
- Niels van Wetten (1999), voetballer
- Jonna van de Velde (2001), voetbalster